# سیارک ۹۱۱۴
سیارک ۹۱۱۴ (به انگلیسی: 9114 Hatakeyama، نامگذاری:1997CU19) نه هزار و صد و چهاردهمین سیارک کشف شده‌است که در ۱۲ فوریه ۱۹۹۷ کشف شد.
قدر مطلق سیارک برابر ۱۹.۵ است.